# Rage (musique)
Pour les articles homonymes, voir Rage.
Sous-genres
New jazz
La musique rage (aussi appelé rage music,, rage rap ou rage beats,,) est un sous-genre musical de la trap,. Il se caractérise par de courtes boucles de synthétiseurs influencés par la future bass et des percussions trap basiques et énergiques,,. Parmi les pionniers du rage, on trouve les rappeurs Playboi Carti, Lil Uzi Vert et Trippie Redd,.

## Étymologie
Le nom du sous-genre vient de Miss the Rage, un morceau pionnier du genre réalisé en 2021 par Playboi Carti et Trippie Redd, dont le nom fait référence aux moshpits pendant les concerts de rap que Trippie Redd désirait ardemment pendant les confinements pendant la pandémie de Covid-19,,.
Dans le contexte du titre, rage signifie moshpit. Le concept de « rage » lors des concerts de rap et l'utilisation du terme « rage » dans le hip-hop sont antérieurs au sous-genre rage lui-même : la première personne à utiliser le terme « rage » dans le contexte du hip-hop serait Kid Cudi, avec son surnom de Mr. Rager, qui a influencé Travis Scott, qui a ensuite adopté le terme « rage » et en a fait un élément important de sa propre esthétique,,. Au cours des années 2010, de nombreux artistes et critiques ont utilisé le mot « rage » dans le contexte du hip-hop, faisant principalement référence à des sons énergiques surmultipliés ou aux moshpits qui se produisent lors des concerts de rap, comme par exemple les albums Luv Is Rage et Luv Is Rage 2 de Lil Uzi Vert.

## Histoire
Parmi les précurseurs immédiats du rage rap, on trouve les beats de Mike Will Made It, les beats de Dun Deal et C4 pour 1017 Thug de Young Thug et les beats de Metro Boomin et Southside du milieu des années 2010. Metro a produit la chanson I Serve the Base de Future en 2015, qui a été décrite comme un morceau d'early rage. Abo Kado, écrivant pour Mikiki, pense que les rythmes de rage ont principalement évolué à partir des styles de production de Pierre Bourne, Maaly Raw et F1lthy, qui ont tous intégré la trap et les mélodies de synthétiseur dans leurs rythmes, ont dérivé une forte influence de la musique de jeu vidéo, et ont également travaillé en étroite collaboration avec les rappeurs Playboi Carti et Lil Uzi Vert. Le style de production de Pierre Bourne et la musique de Lil Uzi Vert ont à leur tour été influencés par la musique de Wiz Khalifa et du producteur Sledgren, qui ont parfois incorporé des samples de jeux vidéo dans leur musique et sont influencés par les premières tentatives de fusion de la musique européenne à base de synthétiseurs avec le hip-hop et le RnB contemporain au cours des années 2000 par Polow Da Don et d'autres.
Playboi Carti est souvent considéré comme l'initiateur ou le principal popularisateur du rage,,, jetant les bases du genre sur son album Die Lit sorti en 2018,, principalement produit par Pierre Bourne. Il est également souvent suggéré que les bases du rage sont jetées avec l'album Whole Lotta Red de Playboi Carti, sorti fin 2020,,,, et principalement produit par F1lthy. Malgré un accueil initialement mitigé de la part des fans, l'album définira largement le genre, la plupart des albums suivants étant fortement influencés par le style de l'album ou tentant de le reproduire directement,.
La popularité et la percée du genre sont également attribuées au single Miss the Rage de Trippie Redd featuring Playboi Carti, sorti en 2021,. Avec Whole Lotta Red, Miss the Rage a influencé le sous-genre rage, de nombreux producteurs et rappeurs ayant adopté le style après la sortie du single. Le rappeur Mario Judah publie ensuite sa reprise de Miss the Rage, étant donné que la boucle principale de l'instrumentale de Miss the Rage était basée sur une boucle mélodique libre de droits. Trippie Redd consière ensuite la popularité du sous-genre de Miss the Rage en publiant l'album principalement axé sur le rage, Trip at Knight, et exprime sa fascination pour le rage rap,,, Le rappeur Drake, dont la tactique consiste souvent à mettre en avant des sous-genres et des styles peu connus dans ses albums, publie le titre influencé par le rage What's Next au début de 2021 sur son EP Scary Hours 2. L'instrumental de What's Next, produit par Maneesh et Supah Mario, est à plusieurs reprises comparé aux morceaux de Whole Lotta Red,,. What's Next atteint la première place du classement Billboard Hot 100.